# Zygfryd Szukaj
Zygfryd Szukaj  (ur. 10 listopada 1943 w Koronowie, zm.10 listopada 2022) – publicysta, poeta, krytyk literacki. 
Absolwent polonistyki na  Uniwersytecie Mikołaja Kopernika w Toruniu. Pracował jako nauczyciel języka polskiego w liceum w Bydgoszczy. 
Członek założyciel grupy faktu poetyckiego „Parkan”. Publikował wiersze, recenzje i opowiadania m.in. w Nowym Wyrazie, Kamenie, Życiu Literackim, Pomorzu, Literach, Kierunkach, Więzi. Laureat konkursów reporterskich. Autor tomików poetyckich: „Powrót”, „Udręka”, „Ślad zatrzymany w przelocie”. W naukowych periodykach Bydgoszczy i Torunia ogłosił prace o dramatach Fryderyka Skarbka. Redagował kolumny literackie w piśmie „Pod Wiatr”.